# HMS Penn (G77)
HMS Penn (Pennant G77)  là một tàu khu trục lớp P được Hải quân Hoàng gia Anh Quốc chế tạo trong Chương trình Khẩn cấp của Chiến tranh Thế giới thứ hai. Được đưa vào hoạt động năm 1942, nó đã tham gia hoạt động tại Địa Trung Hải và Viễn Đông, và sau khi chiến tranh chấm dứt được cho ngừng hoạt động và bán để tháo dỡ năm 1950.

## Thiết kế và chế tạo
Penn được đặt hàng cho xưởng tàu của hãng Vickers Armstrong tại Newcastle-on-Tyne vào ngày 2 tháng 10 năm 1939, như một phần của Chương trình Khẩn cấp Chiến tranh. Nó được đặt lườn vào ngày 26 tháng 12 năm 1939, được hạ thủy vào ngày 12 tháng 2 năm 1941 và nhập biên chế cùng hạm đội vào ngày 10 tháng 2 năm 1942.

## Lịch sử hoạt động
Penn đã tham gia Chiến dịch Pedestal, một đoàn tàu vận tải đưa hàng tiếp tế và lực lượng tăng viện đến Malta đang bị phe Trục phong tỏa. Dưới quyền chỉ huy tạm quyền bởi Trung tá Hải quân James Hamilton Swain, nó đã giúp kéo chiếc SS Ohio bị hư hại cùng với hàng tiếp liệu đi đến được Grand Harbour, Valletta.
Vào 7 tháng 11 năm 1943, Penn cùng với tàu chị em Pathfinder đã đánh chìm bẫy tàu ngầm Đức GA45 ngoài khơi Amorgos, Hy Lạp. Đến ngày 15 tháng 6 năm 1945, nó cùng với tàu chị em Paladin đã đánh chìm một tàu đổ bộ Nhật Bản ngoài khơi bờ biển phía Bắc Sumatra.
Penn bị bán để tháo dỡ vào ngày 30 tháng 10 năm 1950.